# Roestkrabspin
De roestkrabspin (Xysticus ferrugineus) is een spinnensoort uit de familie van de krabspinnen (Thomisidae).
De wetenschappelijke naam van de soort werd in 1876 gepubliceerd door Anton Menge.